# Încărcarea inductivă

Bobina primară din încărcător induce un curent în bobina secundară din dispozitivul care este încărcat.

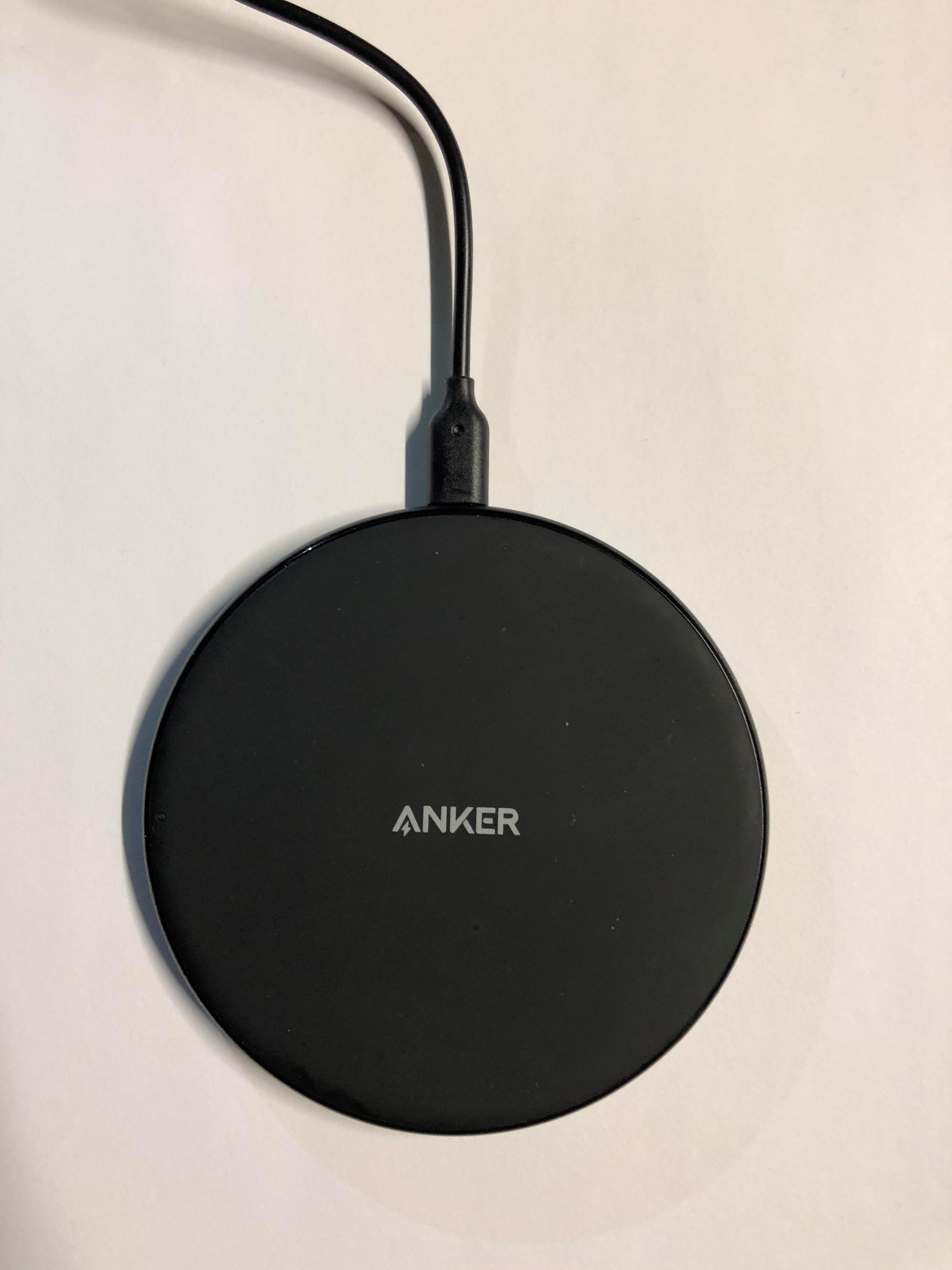
Pad de încărcare wireless folosit pentru încărcarea dispozitivelor cu standardul Qi.

Încărcarea inductivă (cunoscută și sub denumirea de încărcare wireless sau încărcare fără fir) este un tip de transfer de energie wireless. Folosește inducția electromagnetică pentru a furniza electricitate dispozitivelor portabile. Cea mai comună aplicație este standardul de încărcare wireless Qi pentru smartphone-uri, ceasuri inteligente și tablete. Încărcarea inductivă este folosită și în vehicule, scule electrice, periuțe electrice și dispozitive medicale. Echipamentul portabil poate fi amplasat lângă o stație de încărcare sau un suport inductiv fără a fi necesar să fie aliniat cu precizie sau să facă contact electric cu o priză sau un cablu.
Energia este transferată prin cuplaj inductiv. Un curent alternativ este trecut printr-o bobină de inducție în stația de încărcare sau placă (bobina primară sau de transmisie.) Orice particulă cu încărcare electrică în mișcare creează un câmp magnetic conform cu legea lui Oersted. Câmpul magnetic fluctuează, deoarece curentul alternativ are amplitudine fluctuantă. Un câmp magnetic variabil generează o forță electromotoare cunoscută astfel drept legea de inducție a lui Faraday. Acest fenomen de inducție produce un curent electric alternativ într-o a doua bobină de inducție (receptorul sau bobina secundară) din dispozitivul portabil. Este apoi transformat în curent continuu cu un redresor și utilizat pentru a încărca o baterie sau pentru a furniza energie de funcționare.
Distanțele mai mari între bobinele expeditor și receptor pot fi obținute atunci când sistemul de încărcare inductivă utilizează un cuplaj inductiv rezonant, unde se adaugă un condensator la fiecare bobină de inducție pentru a crea două circuite RC cu o frecvență de rezonanță specifică. Frecvența curentului alternativ se potrivește cu frecvența de rezonanță și frecvența aleasă în funcție de distanța dorită pentru eficiența maximă. Îmbunătățirile recente ale acestui sistem rezonant includ utilizarea unei bobine de transmisie mobilă (adică, montată pe o platformă sau braț înălțător) și utilizarea altor materiale pentru bobina receptorului din cupru placat cu argint sau uneori din aluminiu pentru a minimiza greutatea și a reduce rezistența datorată efectului pelicular.

## Legături externe
- How Inductors Work
- How Electric Toothbrushes Recharge Using Inductors
- Wireless Electricity Is Here
- Wireless charging
- Electric Bus Rapidly Recharges Using Wireless Charge Plates at Stops Arhivat în 7 martie 2016, la Wayback Machine. – Wired
- Tesla Tower – Inductive charging in year 1900
- Wireless Qi Charger, DiodeGoneWild on YouTube 16 August 2017